# 牧野逸馬
牧野 逸馬（まきの いつま、1848年2月6日（嘉永元年1月2日） - 1919年（大正8年）5月26日）は、日本の弁護士。政治家、衆議院議員（3期）。

## 経歴
福井県出身。代言人となり、弁護士、公証人となる。また、福井市会議員、同参事会員を務めた。
1902年の第7回衆議院議員総選挙において福井市選挙区から立憲政友会公認で立候補して初当選する。1903年の第8回衆議院議員総選挙で再選。1904年の第9回衆議院議員総選挙では自由党から出馬して三選した。衆議院議員を3期務め、1908年の第10回衆議院議員総選挙は不出馬。1919年に死去した。